# Предраг Штромар
Предраг Штромар (хорв. Predrag Štromar; нар. 13 січня 1969, Вараждин, Хорватія) — хорватський політик, віце-прем'єр-міністр і міністр будівництва та територіального планування Хорватії у першому уряді Андрея Пленковича. Голова Хорватської народної партії із 6 червня до грудня 2017.

## Життєпис
Закінчивши у своєму рідному місті середню школу, з 1987 до 1993 року навчався на економічному факультеті Загребського університету. Потім вивчав бухгалтерський облік і фінанси. З 1993 року працював у компанії «Prehrana», дійшовши до директорських посад. З 2002 року працював у нафтовій компанії INA директором бізнес-центру у Вараждині. З 2006 по 2009 рік очолював хорватську спілку велосипедистів.
1991 року вступив у Хорватську народну партію. З 2005 року був заступником жупана, а в 2009 році обійняв посаду жупана Вараждинського округу. Жупанією керував до 2017 року, коли програв на виборах жупана Радимирові Чачичу.
У той самий час був заступником голови своєї партії. У червні 2017 року, після відставки Івана Врдоляка, взяв на себе обов'язки голови партії, які виконував до грудня того самого року. Тоді ж завершив коаліційні переговори з Хорватським демократичним союзом, обійнявши в тому самому місяці посади заступника прем'єр-міністра і міністра будівництва та територіального планування в уряді Андрея Пленковича.
Живе у селі Виниця Вараждинської жупанії. Одружений, має двох дочок. 
Володіє англійською мовою.